# Сестрички Либерти
«Сестри́чки Либерти́» — советский художественный фильм, мелодрама режиссёра Владимира Грамматикова, созданный по сценарию Людмилы Улицкой.

## Сюжет
Две юные, простоватые сёстры-близнецы, швеи-мотористки из ПТУ, после смерти матери живущие отдельно от отца-алкоголика, очарованы художником-модернистом, который к ним снисходителен и даже вводит их в круг «избранных». Серж использует сестёр в роли натурщиц, знакомит со своими друзьями-фотографами. Вера, воодушевлённая романтическими отношениями с фотографом Вадимом, пытается покончить жизнь самоубийством после его откровенного признания о своих планах относительно другой девушки. Люба прибегает к совету деда и пытается спасти сестру с помощью клубка ниток, который мотает трое суток, сидя в больнице.
Долго пролежав в больнице и чудом избежав психиатрической лечебницы, Вера празднует новый день рождения. Дальнейшим её восстановлением занимается психоаналитик, друг Сержа. Люба же задумывается о мести, едет к деду за помощью в получении силы, на что дед требует, чтобы Люба задушила живого котенка в качестве доказательства ее силы. Затем  с помощью мистических действий Люба доводит Вадима, находящегося в Лондоне, до тяжелейшего инсульта без шансов выздоровления. Вера восстановилась, знакомство с итальянским художником Гвидо выводит её на новый виток романтических отношений, а заодно ссорит с сестрой. Во время регистрации брака Веры и Гвидо  в  дверях ЗАГСа появляется совершенно новая Люба, по просьбе сестры изменившая свою внешность. Вера из брачного номера звонит от имени сестры их бывшим друзьям — Генке и Куцому. Они приходят и насилуют Любу, обиженные на, как они думают, её шутку и на то, что Люба стала их избегать, считая людьми низшего сорта.
Раскол между сёстрами становится всё глубже. Изнасилованная Люба под видом (и с документами) своей сестры уезжает с Гвидо в Италию, пригрозив Вере применить свои магические чары к Гвидо и погубить его,  если сестра не уступит ей своего мужа. Вера кончает жизнь самоубийством, выбросившись из окна, при этом увлекает с собой на тот свет и подростка Женю, которого Серж совратил и сделал своим любовником. Сообщение о смерти сестры Люба получает уже за границей и в отражении зеркала видит погибшую Веру, которая возвращает ей живого котенка как знак напрасности этой жертвы.

## В ролях
| Актёр              | Роль                              |
| ------------------ | --------------------------------- |
| Ольга Стучилова    | Вера                              |
| Елена Стучилова    | Люба                              |
| Александр Орлов    | художник Сергей Аганов Серж       |
| Евгений Редько     | итальянский художник Гвидо Скарпи |
| Александр Мартынов | фотограф Вадим                    |
| Пётр Кулешов       | дед                               |
| Александр Васильев | Женя                              |
| Андрей Жигалов     | Генка                             |
| Василий Фунтиков   | Куцый                             |
| Ярослава Турылёва  | тётя Лида                         |
| Елена Караджова    | Клара                             |
| Игорь Ясулович     | психоаналитик                     |
| Инга Будкевич      | эпизод                            |
| Елена Валаева      | эпизод                            |

## Съёмочная группа
- Сценарий: Людмила Улицкая
- Режиссёр: Владимир Грамматиков
- Оператор: Александр Антипенко
- Художник-постановщик: Юрий Константинов
- Композитор: Светлана Голыбина
- Вокальная группа театра «Тембр»
- Продюсеры: 
  - Михаил Зильберман
  - Сергей Сендык

## Критика
По мнению кинокритика Александра Фёдорова «Рассказ о бывших пэтэушницах-близняшках, ставших фотомоделями, вкусивших сладкой жизни, которая их и погубила, выглядит манерно и претенциозно».